# Swartzia oblanceolata
Swartzia oblanceolata är en ärtväxtart som beskrevs av Noel Yvri Sandwith. Swartzia oblanceolata ingår i släktet Swartzia och familjen ärtväxter. Inga underarter finns listade i Catalogue of Life.